# Tarpa-Tákos
Tarpa-Tákos este o arie protejată (arie specială de conservare — SAC, sit de importanță comunitară — SCI) din Ungaria întinsă pe o suprafață de 6.351,29 ha, integral pe uscat.

## Localizare
Centrul sitului Tarpa-Tákos este situat la coordonatele 48°07′08″N 22°29′39″E / 48.118889°N 22.494167°E.

## Înființare
Situl Tarpa-Tákos a fost declarat sit de importanță comunitară în mai 2004 pentru a proteja 2 specii de plante și 15 specii de animale. Situl a fost protejat și ca arie specială de conservare în februarie 2010.

## Biodiversitate
Situată în ecoregiunea panonică, aria protejată conține 8 habitate naturale: Ape stătătoare oligotrofe până la mezotrofe, cu vegetație de Littorelletea uniflorae și/sau de Isoëto-Nanojuncetea, Fânețe de joasă altitudine (Alopecurus pratensis, Sanguisorba officinalis), Pajiști aluvionare inundabile, de Cnidion dubii, Păduri panonice cu Quercus petraea și Carpinus betulus, Păduri mixte riverane de Quercus robur, Ulmus laevis și Ulmus minor, Fraxinus excelsior sau Fraxinus angustifolia, de-a lungul marilor râuri (Ulmenion minoris), Păduri aluvionare cu Alnus glutinosa și Fraxinus excelsior (Alno-Padion, Alnion incanae, Salicion albae), Lacuri eutrofice naturale cu vegetație de tip Magnopotamion sau Hydrocharition, Lacuri și iazuri distrofice naturale.
La baza desemnării sitului se află mai multe specii protejate:
- plante (2): Cirsium brachycephalum, Eleocharis carniolica
- amfibieni (2): buhai de baltă cu burta roșie (Bombina bombina), triton cu creastă dobrogean (Triturus dobrogicus)
- mamifere (1): liliac cărămiziu (Myotis emarginatus)
- nevertebrate (11): Carabus hampei, croitorul mare al stejarului (Cerambyx cerdo), Cucujus cinnaberinus, fluturele de noapte (Eriogaster catax), Gortyna borelii lunata, Hypodryas maturna, rădașcă (Lucanus cervus), fluturele purpuriu (Lycaena dispar), Maculinea teleius, Odontopodisma rubripes, Vertigo angustior
- pești (1): țipar (Misgurnus fossilis)

Pe lângă speciile protejate, pe teritoriul sitului au mai fost identificate 8 specii de plante, 1 specie de mamifere, 8 specii de nevertebrate, 1 specie de reptile.